# 中国人民武装警察部队山鹰突击队
中国人民武装警察部队新疆维吾尔自治区总队山地反恐特种作战支队，通称中国人民武装警察部队山鹰突击队，是隶属中国人民武装警察部队新疆维吾尔自治区总队的一支以反恐为主要任务的特种部队。是继獵鷹突擊隊和雪豹突擊隊之后成立的第三支武警突击队。代号“山鹰”反映了该部队以高原山地为主战场，以守卫天山南北为职责。 

## 历任领导
- 王刚（曾任武警新疆维吾尔自治区总队第三支队长）